# Xian de Jiujiang
Le xian de Jiujiang (九江县 ; pinyin : Jiǔjiāng Xiàn) est un district administratif de la province du Jiangxi en Chine. Il est placé sous la juridiction de la ville-préfecture de Jiujiang.

## Démographie
La population du district était de 338 767 habitants en 1999.